# Hevadis Films
Hevadis Films est une société de production et de distribution cinématographique française,

## Mission
Hevadis Films a été créée en 1999 par Camille Jouhair dans le but de soutenir les cinématographies qualifiées peu diffusées. À l’heure de la mondialisation et de l’uniformisation de l’image, il semble important de créer un espace vers un public averti, curieux et ouvert au monde d’aujourd’hui.
Certains cinéastes payent de leur vie le fait de dénoncer par le biais de l’image, le monde cruel que traverse leur pays où les régions de conflits. Il est important de permettre que leurs œuvres soient vues.
Hevadis Films a près de 800 salles classées Art et Essai en France avec une moyenne de 80 à 100 sièges par salle.

## Filmographie sélective
- 2008 Retour à Gorée